# Frederic Enric d'Orange-Nassau
Frederic Enric d'Orange-Nassau (Delft, 29 de gener de 1584 - La Haia, 14 de març de 1647) fill de Guillem I i de la seva quarta esposa Lluïsa de Coligny, estatúder de les Províncies Unides i Príncep d'Orange (1625-1647).
En perdre el seu pare molt petit -tenia 5 mesos de vida-, havia rebut de la seva mare una educació curosa; el seu germanastre Maurici de Nassau li va proporcionar la millor formació militar que pogués rebre's a Europa. Frederic Enric va ser millor diplomàtic i polític que el seu germà, i des del punt de vista militar, la seva habilitat en conquerir ciutats el va fer famós a tot Europa.

## Política
A la mort de Maurici el 1625 sense descendència legítima, Frederic Enric el va succeir en les seves dignitats i finques, i també en els stadtholders de les cinc províncies d'Holanda, Zelanda, Utrecht, Overijssel i Gueldre, i en els llocs importants de capità i almirall general de la Unió.
La Lliga Catòlica, l'aliança entre els Habsburg alemanys i els Habsburg hispànics, va provocar l'aliança de tots els seus potencials enemics i rivals a Europa i Espanya va entrar en una fase defensiva terrestre, mentre l'emperador Ferran estava ocupat amb la invasió danesa de la Guerra dels Trenta Anys, donant l'oportunitat a la República de passar a l'ofensiva. Va ser possible en part gràcies al tractat de subvencions de 1624 pel que va rebre el suport financer de França i el tractat de Southampton de 1625, que va fer entrar al Regne Unit en la guerra amb Espanya. El 1627, Frederic Enric va conquerir la fortalesa de Groenlo; dos anys després 1629 en un setge dirigit magistralment, la plaça de 's-Hertogenbosch, considerada inexpugnable, -i a la qual tantes vegades el seu germà, havia posat setge i mai no la va poder prendre-. El 1631 conqueria Maastricht, Breda el 1637, i d'Hulst el 1645. Durant la major part de la seva administració l'aliança amb França contra Espanya havia estat l'eix de la política exterior de Frederic Enric, però en els seus últims anys va sacrificar l'aliança francesa en nom de concloure una pau separada amb Espanya, de manera que les Províncies Unides van obtenir a partir d'aquest poder i els acords de la Pau de Westfàlia tots els avantatges que havien estat cercant durant vuitanta anys.

## Matrimoni i fills

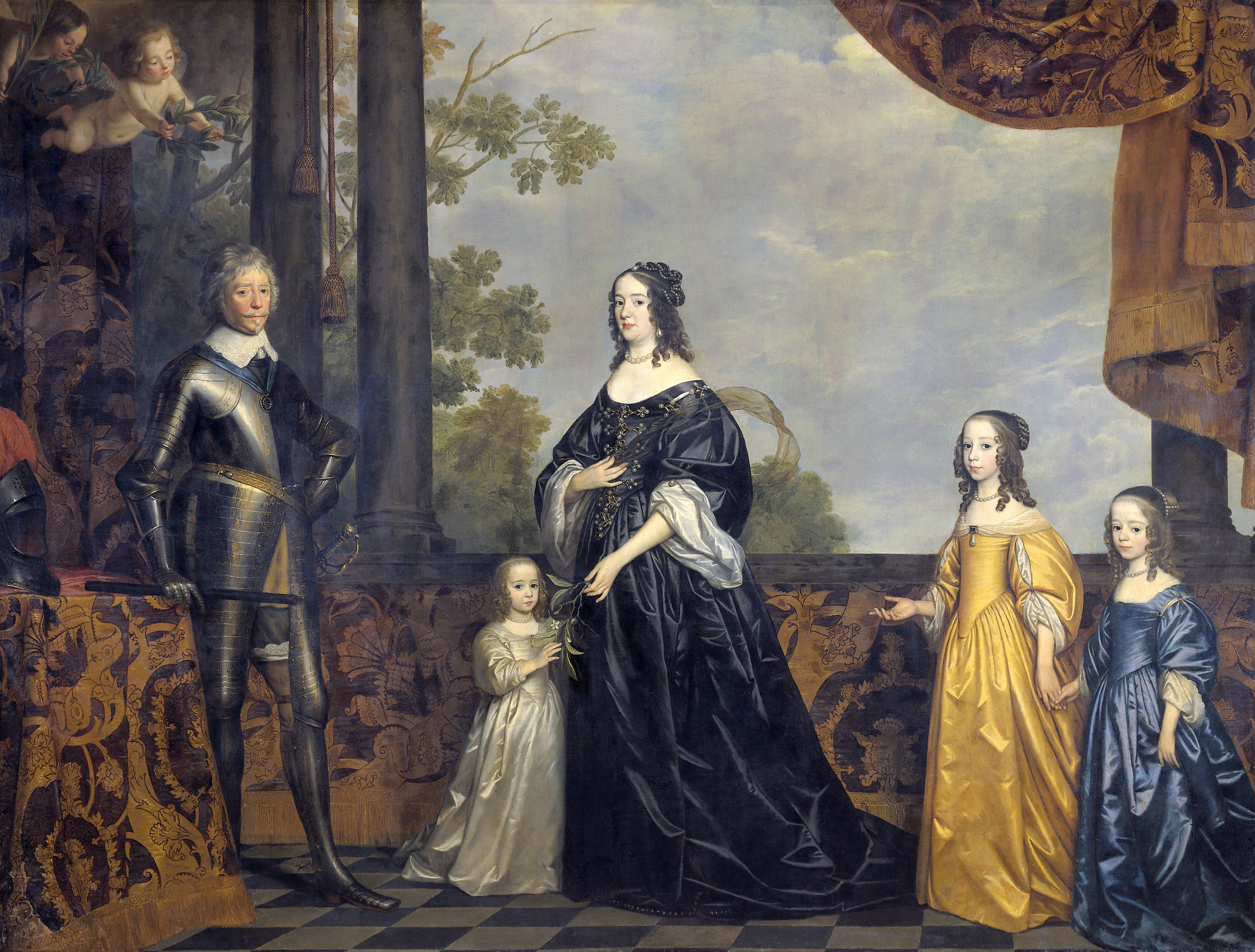
Frederic Enric, la seva esposa Amàlia de Solms-Braunfels i les seves tres filles menors, pintura realitzada per Gerard van Honthorst.

Es va casar amb Amàlia de Solms-Braunfels. D'aquesta unió van néixer nou fills: 
- Guillem II (1626 - 1650). Estatúder i Príncep d'Orange-Nassau. Casat amb Maria Enriqueta Stuard, filla del rei Carles I d'Anglaterra.
- Lluïsa Enriqueta (1627 - 1667). Casada amb l'elector Frederic Guillem  de Brandenburg.
- Enriqueta Amàlia (1628).
- Elisabet (1630).
- Elisabet Carlota (1632 - 1642).
- Albertina Agnès (1634 - 1696).
- Enriqueta Caterina (1637 - 1708).
- Enric Lluís (1639).
- Maria (1642 - 1688).

## Mort
Frederic Enric va morir el 14 de març 1647 a la Haia. Va deixar una esposa, un fill Guillem II, príncep d'Orange, quatre filles i un fill il·legítim Frederick Nassau de Zuylenstein.
A la seva mort, va ser enterrat amb gran pompa al costat del seu pare i germà a Delft. El tractat de Munster, donant fi a la llarga lluita entre els holandesos i els espanyols, no va ser signat realment fins al 30 de gener de 1648, la malaltia i la mort de l'estatúder va causar un retard en les negociacions. Frederic Enric va deixar un relat de les seves campanyes en el seu Mémoires de Frédéric Henri (Amsterdam, 1743). See Cambridge Mod. Hist. vol. iv. chap. 24.